# Tar vi sten i våra händer
Tar vi sten i våra händer är en psalm med text skriven 1971 av Liv Nordhaug och musik skriven 1972 av Knut Løken. Texten översattes till svenska 1979 av Britt G Hallqvist.

## Publicerad i
- Psalmer och Sånger 1987 som nr 712 under rubriken "Tillsammans i världen".[1]
- Finlandssvenska psalmboken 1986, tilläggshäftet ”Sång i Guds värld”, 2015, som nr 889 under rubriken "Kärlekens utmaning "